# مد (فیلم)
«مد» (انگلیسی: Fashion (film)) یک فیلم است که در سال ۲۰۰۸ منتشر شد. از بازیگران آن می‌توان به پریانکا چوپرا، سمیر سونی، ارباز خان، آرجان باجوا، موگدا گودسه، کیتو جیدوانی، آنچال کومار اشاره کرد.